# 大日本帝国憲法第73条
大日本帝国憲法第73条（だいにほん/だいにっぽん ていこくけんぽう だい73じょう）は、大日本帝国憲法第7章補則にある。大日本帝国憲法の改正手続につき規定したもの。

## 現代風の表記
1. 将来この憲法の条項を改正する必要があるときは、勅命により議案を帝国議会の決議に付さなければならない。
2. この場合において、貴族院と衆議院はどちらもその全議員の三分の二以上が出席しなければ議事を開くことができず、出席議員の三分の二以上の賛成を得られなければ改正の議決をすることができない。

## 制定主体に関する議論

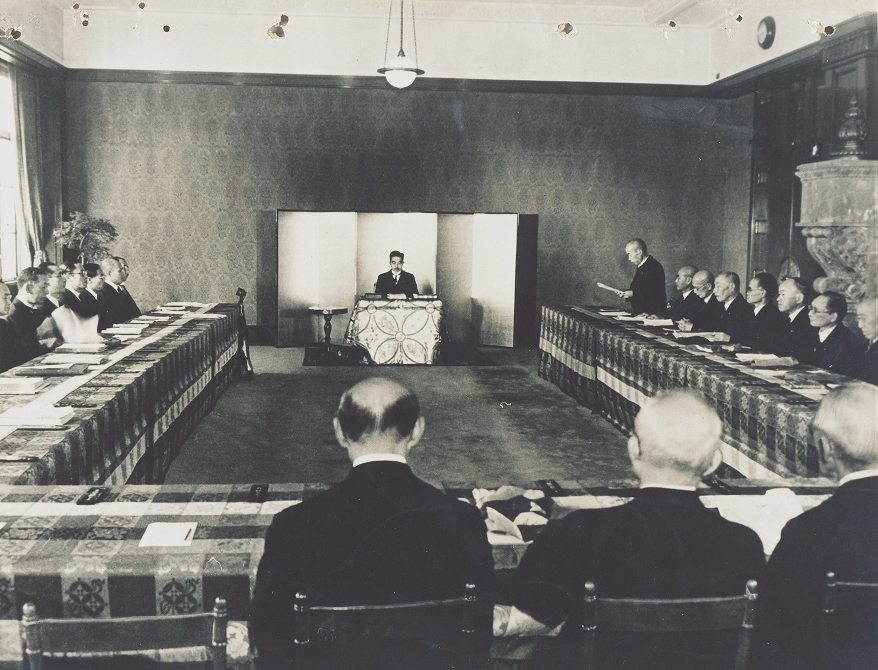
1946年（昭和21年）10月29日、「修正帝国憲法改正案」を全会一致で可決した枢密院本会議の模様。

日本国憲法の制定は、大日本帝国憲法を「改正する」形式で行われたため、この条文によって行われた。
日本国憲法は、上諭で「朕は、日本國民の總意に基いて、新日本建設の礎が、定まるに至つたことを、深くよろこび、樞密顧問の諮詢及び帝國憲法第七十三條による帝國議會の議決を經た帝國憲法の改正を裁可し、ここにこれを公布せしめる」として欽定憲法の体裁をとるのに対して、前文では「日本國民は、…ここに主權が國民に存することを宣言し、この憲法を確定する」として民定憲法の体裁をとる。ここに一見齟齬があるため、憲法の制定主体に関して議論があった。

## 関連条文
- 公式令第3条
- 日本国憲法上諭
- 日本国憲法第96条
- 日本国憲法第100条
- 日本国憲法第101条